# Bedil Abdur Ghadir
Bedil Abdur Ghadir (1642-1720) – poeta-filozof, mistyk; tworzył w języku dari; jego poetyckie dzieło Kollijat składa się z 16 ksiąg (prawie 147 000 wierszy). Głównym jego dziełem jest masnawi zatytułowane Erfran (Mistyczne poznanie). Pisał także poezję. Uznawany za jednego z najwybitniejszych twórców stylu poetyckiego zwanego indyjskim, charakteryzującego się skomplikowanymi metaforami, zawiłą konstrukcją zdań..